# Yvonne Brunen
Yvonne Anna Margaretha Brunen, coneguda també com a Yvonne Troost-Brunen, (Nunspeet, 4 de febrer de 1971) va ser una ciclista neerlandesa que fou professional del 2000 al 2003. Va guanyar tres cops el Campionat nacional en ruta. Va participar en els Jocs Olímpics de 1996.

## Palmarès en carretera
- 1994
  -  Campiona dels Països Baixos en ruta
  - Vencedora d'una etapa al Tour de l'Aude
  - Vencedora d'una etapa al Tour ciclista femení
- 1995
  -  Campiona dels Països Baixos en ruta
  - Vencedora d'una etapa al Tour ciclista femení
- 1996
  -  Campiona dels Països Baixos en ruta
- 1999
  - Vencedora d'una etapa a la Ster van Walcheren
- 2001
  - Vencedora d'una etapa al Gran Bucle
  - Vencedora d'una etapa a la Ster van Walcheren
- 2002
  - Vencedora d'una etapa al Holland Ladies Tour
- 2003
  - 1a a la Ronde van Gelderland
  - Vencedora d'una etapa a la Ster van Walcheren

## Palmarès en BTT
- 1997
  -  Campiona dels Països Baixos en ciclisme de muntanya